# 의유당
의유당(意幽堂, 생몰연대 불명)은 조선 순조 때의 시인이다. 판관의 아내로, 종래에는 연안 김씨로 추정하였으나 의령 남씨로 고증되었다.
1829년 남편이 함흥판관으로 부임하자 부근의 명승고적을 탐승하며 지은 기행(紀行)·전기(傳記)·번역(飜譯) 등을 모아 엮은 《의유당일기(意幽堂日記)》가 있다. 《의유당일기》는 순한글로 되어 있으며, 그 중 〈동명일기(東溟日記)〉는 국문학사상 중요한 작품으로 꼽힌다.